# 蓮藕

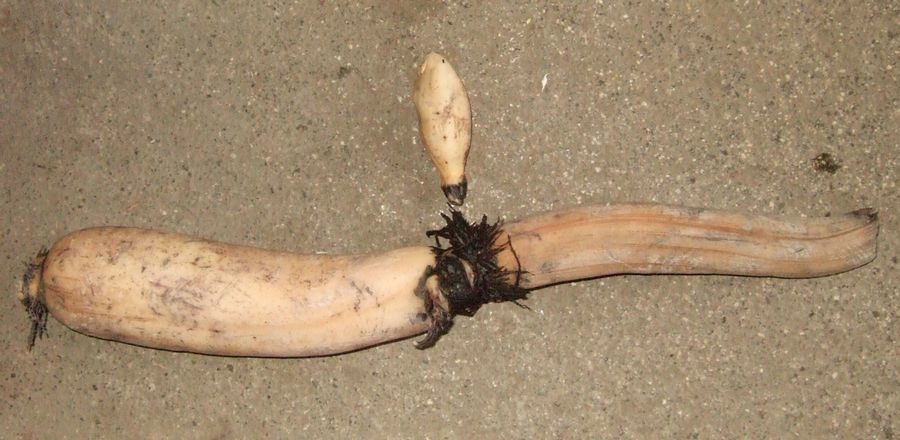

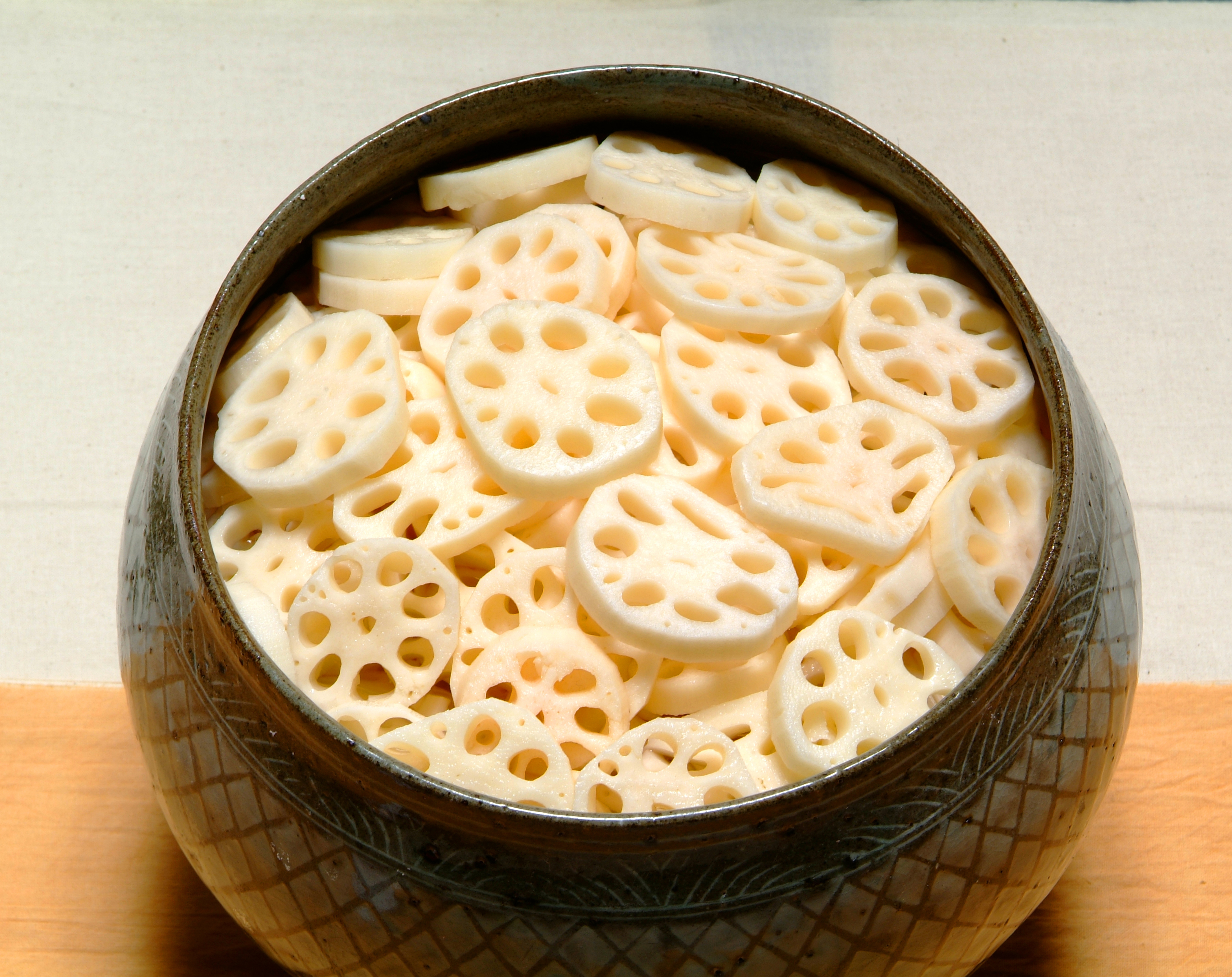
切片蓮藕

藕，又称莲藕，是蓮科蓮属多年生草本出水植物的地下茎，別稱有藕节，午節，湖藕，果藕，菜藕，水鞭蓉，荷藕，光旁，蓮菜(陕西、山西)等，藕微甜而脆，可生食也可做菜，在中國主要为七孔藕与九孔藕。
中醫認為其藥用价值相当高。根據《本草纲目》的記載，「夫藕生於卑汙，而潔白自若生於嫩而發為莖、葉、花、實，又復生芽，以續生生之脈。四時可食，令人心歡，可謂靈根矣。」，因此又把藕稱為靈根。
蓮藕原产于中国，在南北朝时代，蓮藕的种植就已相当普遍了。中医认为它的根根叶叶，花须果实，无不为宝，都可滋补入药。用蓮藕制成粉，能消食止泻，开胃清热，滋补养性，预防内出血，是妇孺童妪、体弱多病者上好的流质食品和滋补佳珍，在清咸豐年間，就被钦定为御膳贡品。
幼嫩的藕又称作藕带，也可食用，口感脆嫩。

## 成分
莲藕可食用部分达88%。每100g含能量约293kj，水份80.5g、蛋白质1.9g、脂肪0.2g，膳食纤维1.2g，碳水化合物15.2g、胡萝卜素20μg、视黄醇当量3μg，硫胺素0.09mg、核黄素0.03mg、尼克酸0.3mg、维生素C44mg、维生素E0.73mg、钾243mg，钠44.2mg、钙39mg，镁19mg、铁1.4mg、锰0.23mg、铜0.11mg、磷58mg、硒0.39μg。

## 外部連結
- Lotus root, cooked, boiled, drained, without salt Nutrition Facts & Calories （页面存档备份，存于） （英文）
- How to cook lotus root (renkon) （页面存档备份，存于） （英文）